# Pilacmonotus sabulosus
Pilacmonotus sabulosus is een insect uit de familie van de vlinderhaften (Ascalaphidae), die tot de orde netvleugeligen (Neuroptera) behoort. 
Pilacmonotus sabulosus is voor het eerst wetenschappelijk beschreven door Walker in 1853.